# پرت اند ویتنی آر-۴۳۶۰ واسپ میجور
پرت اند ویتنی آر-۴۳۶۰ واسپ میجور (به انگلیسی: Pratt & Whitney R-4360 Wasp Major) یک موتور هواگرد ساختِ کارخانهٔ پرت اند ویتنی در کشور ایالات متحده آمریکا است . 